# Cainhoe Castle

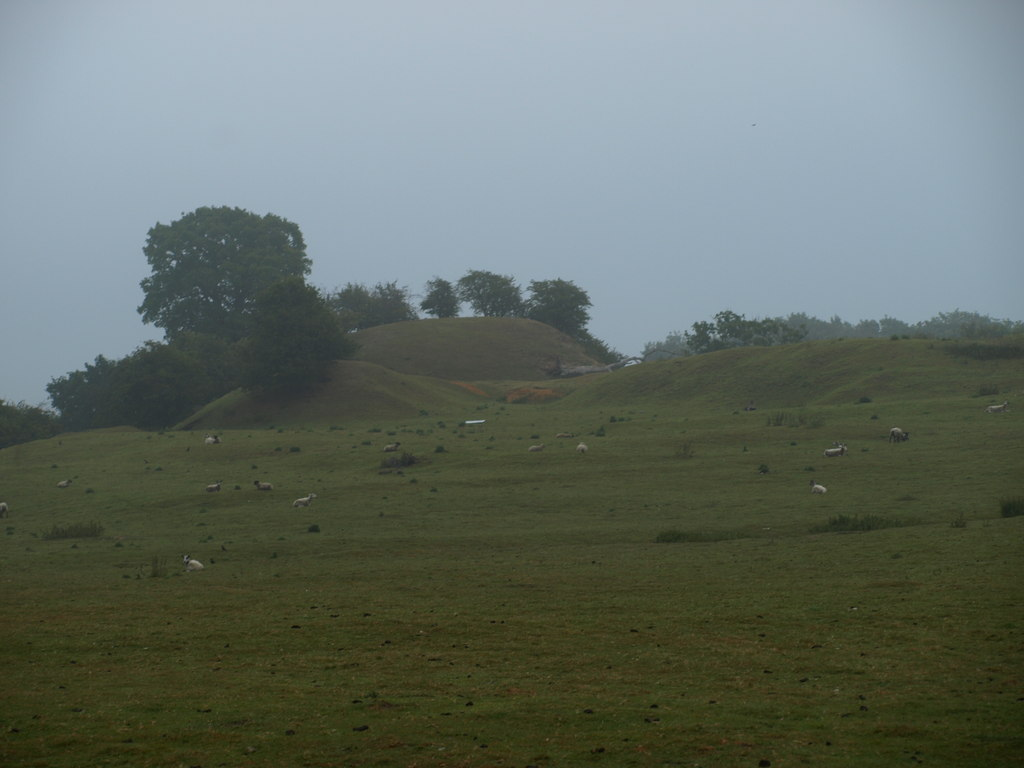
Erdwerke von Cainhoe Castle

Cainhoe Castle ist eine abgegangene Burg in der Nähe des Dorfes Clophill in der englischen Verwaltungseinheit Central Bedfordshire.
Die Motte mit dreifacher Vorburg ließ Nigel d’Aubigny, ein normannischer Ritter, einige Zeit nach der Eroberung Englands 1066 erbauen. Im Domesday Book von 1086 ist sie allerdings nicht erwähnt.
Die Familie D’Aubigny, die stark in die Kreuzzüge verwickelt war, nutzte die Burg als Sitz der Baronie Cainhoe. Sie blieb bis zum Tod von Simon d’Aubigny, der 1272 ohne männlichen Nachkommen starb, in der Familie. Dann fiel sie an die Familie Lacy, an die Familie Norton und schließlich an die Familie Grey, die Earls of Kent.
Die Burg war bis zum Ausbruch der Pest 1348 bewohnt, an der alle Bewohner starben. Die Burg und das kleine Dorf, das sich um die Burg gebildet hatte, wurden später vollkommen verlassen entdeckt.
1374 lag die Burg bereits in Ruinen. 1973, 1985 und 1986 wurden Ausgrabungen auf dem Burggelände durchgeführt. Heute sind nur noch Erdwerke erhalten. Das Gelände ist als Scheduled Monument geschützt.